# Zhang Haipeng
Zhang Haipeng (張海鵬, 1867-1949) est un général chinois qui fit défection pour rejoindre les Japonais et intégra l'armée impériale du Mandchoukouo.

## Biographie
Zhang est un membre des forces de cavalerie irrégulières honghuzi du seigneur de guerre mandchou Feng Delin durant la première guerre sino-japonaise. Ces troupes sont recrutées comme mercenaires par les Japonais durant la guerre russo-japonaise de 1904-05. Il étudie par la suite à l'académie militaire du Nord-Est construite par le général Zhao Erxun. Après la révolution chinoise de 1911, il est assigné au commandement d'un régiment d'infanterie de la nouvelle république de Chine. Il soutient cependant la tentative avortée de Zhang Xun de restaurer la dynastie Qing en 1917. Il rejoint par la suite les forces du seigneur de guerre Zhang Zuolin. En 1923, il est nommé commissaire du chemin de fer de l'Est chinois et participe à la première guerre Zhili-Fengtian. Début 1931, ses forces aident à réprimer la révolte de Gada Meiren (en).
En octobre 1931, peu de temps après l'incident de Mukden, à Taonan dans le Nord-Ouest du Liaoning, Zhang, alors commandant de la 2e brigade de défense de la province, prend le commandement des forces locales dont l'armée de restauration de Hsingan et déclare l'indépendance du district vis-à-vis de la Chine, en retour d'un envoi important de matériel militaire de l'armée impériale japonaise.
Zhang mène ensuite ses hommes au Nord pour attaquer le général Ma Zhanshan, récemment nommé gouvernement de la province du Heilungkiang. Peu après, il avance vers la capitale de Ma, Qiqihar, et reçoit sa reddition. Encouragé par le général Shigeru Honjō de l'armée japonaise du Guandong, Zhang avance prudemment pour accepter la reddition de Ma. Son avant-garde est alors attaquée par des troupes de Ma lors de la résistance au pont de la rivière Nen et est mise en déroute.
Après l'établissement de l'État du Mandchoukouo en mars 1932, Zhang est renommé à la tête de ses anciennes troupes, maintenant renommées en armée de Taoliao. Il mène les troupes du Mandchoukouo contre les armées de volontaires anti-japonaises durant la pacification du Mandchoukouo et l'invasion japonaise de la province du Rehe lors de l'opération Nekka. Par la suite, il est nommé à la tête de la nouvelle armée de garde de Rehe. De mars 1933 à novembre 1934, il est gouverneur du Rehe. Il est promu général de l'armée du Mandchoukouo en 1936. En 1941, il prend sa retraite.
Après la chute du Mandchoukouo en 1945, Zhang se cache à Tianjin mais est découvert et exécuté pour trahison par la république populaire de Chine à Pékin en 1949.

## Sources
- Boycott, Bloodshed & Puppetry From TIME magazine Oct. 26, 1931
- Jowett, Phillip J., Rays of the Rising Sun Vol 1., Helion & Co. Ltd. 2004.
- China's Anti-Japanese War Combat Operations
  - Author : Guo Rugui, editor-in-chief Huang Yuzhang
  - Press : Jiangsu People's Publishing House
  - Date published : 2005-7-1
  -  (ISBN 7-214-03034-9)
  - This is transcribed at
  - http://www.wehoo.net/book/wlwh/a30012/A0170.htm